# Hermògenes de Cartago
Hermògenes de Cartago (Hermogenes, Ἑρμογένης) va ser un teòleg que va viure en temps de Marc Aureli i que va ensenyar a Síria.
Teòfil d'Antioquia va escriure un tractat, Adversus Hermogenem (Contra Hermògenes) per desmentir els errors que predicava. Més endavant va anar a viure a Cartago, on Tertulià el va conèixer i el va acusar de tres greus desviacions de l'ortodòxia: exercir l'innoble ofici de pintor, haver-se tornat a casar i professar diversos errors dogmàtics. Tertulià també va escriure un Adversus Hermogenem que s'ha conservat. Tertulià diu que "illicite pingit" pintava coses il·lícites, potser perquè pintava temes relacionats amb la mitologia pagana.
Hermògenes defensava l'eternitat de la matèria amb arguments trets de Plató, i que l'ànima procedia de la matèria i no de l'alè de Déu. Aquestes doctrines són oposades a les gnòstiques, sobretot a les valentinianes, però els Pares de l'Església l'anomenen entre els heretges gnòstics. Teodoret i Eusebi de Cesarea també diuen que Teòfil d'Alexandria i Orígenes van escriure contra Hermògenes. Se suposa que és el mateix personatge.